# Fakir Musafar
Fakir Musafar, pseudonimo di Roland Loomis (Aberdeen, 10 agosto 1930 – Menlo Park, 1º agosto 2018), è stato un artista, fotografo, piercer, sciamano e performer statunitense, tra i fondatori e primi attivi sostenitori del movimento modern primitives relativo alle modificazioni corporee, ivi compresi tatuaggio, piercing, branding, scarificazione, uso del corsetto ed era inoltre coinvolto nelle comunità BDSM, fetish e kink.
È considerato una sorta di guida e personalità di riferimento delle sottoculture e padre dei movimenti che fanno riferimento alle modificazioni corporee come forma di espressione personale ed elevazione spirituale, che ha avviato fin dagli anni sessanta riportando in voga pratiche quali piercing, tatuaggi, branding e scarificazione, unitamente a personalità come Doug Malloy (Richard Simonton), Mr. Sebastian (Alan Oversby) e Jim Ward, con i quali ha collaborato.

## Biografia
Fakir Musafar ha affermato di aver avuto esperienze in sogno di vite passate all'età di quattro anni. Ha dichiarato di aver praticato il primo piercing su di sé, più precisamente sul prepuzio del pene, all'età di dodici anni. Sulla base della sua visione dei lavori antropologici, ha eseguito la prima sospensione con uncini nel 1966 o 1967. Raggiunta l'età adulta ha scelto di usare lo pseudonimo Fakir Musafar.

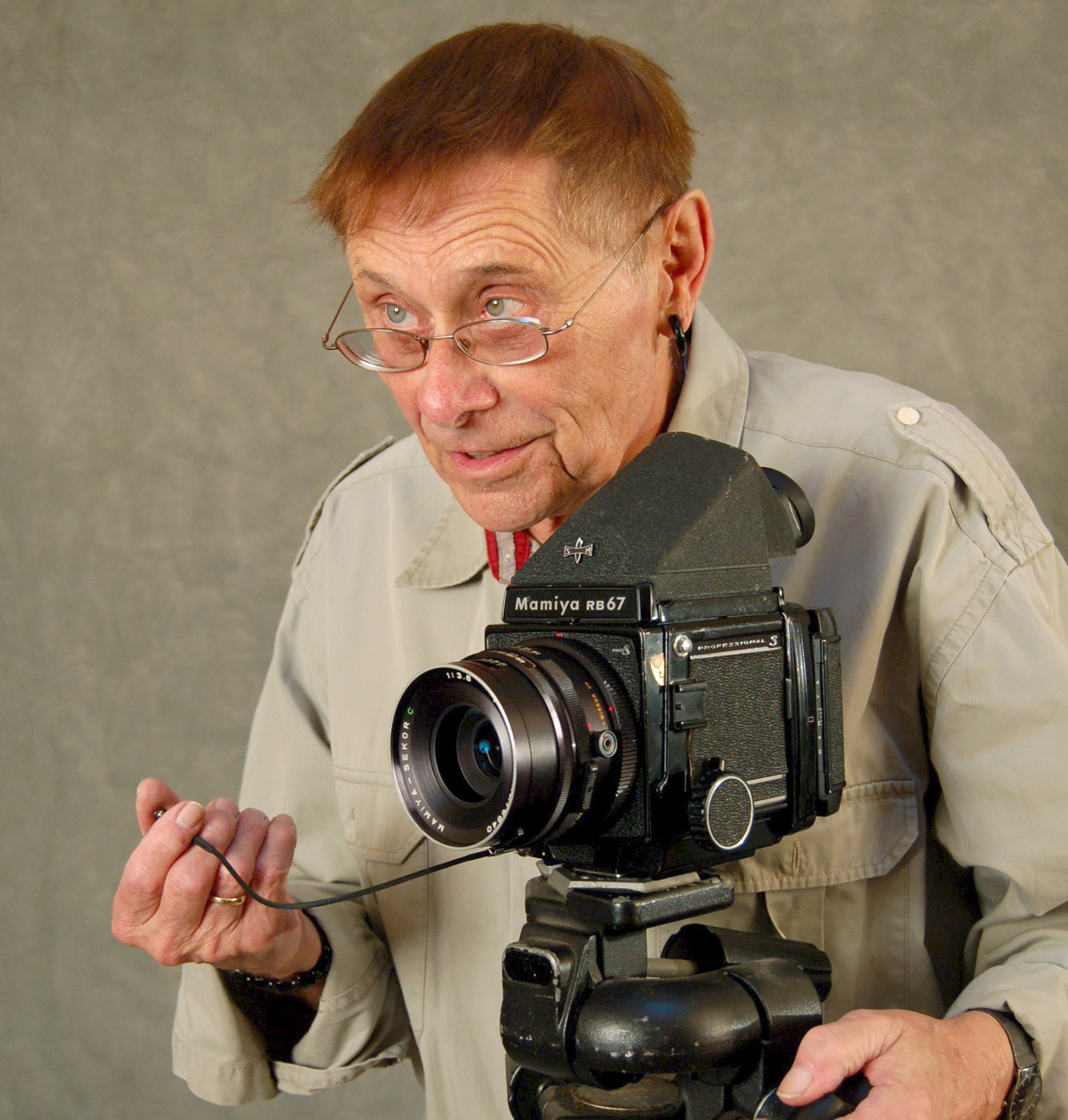
Fakir Musafar nel 2010

Roland Lomis si è laureato in ingegneria elettrica, ottenendo un master in scrittura creativa, che lo ha portato in seguito a lavorare come dirigente in varie agenzie pubblicitarie nell'area di San Francisco, fondando in seguito una propria società nella Silicon Valley.
Nel 1988 prende parte al film Die Jungfrauen Maschine nel ruolo dell'uomo nella stanza d'albergo e nel 1991 appare nel film My Father Is Coming come Fakir.
Musafar ha documentato la sua esperienza scrivendo e insegnando ad altri l'arte di "giocare col proprio corpo". Nei primi anni novanta è apparso in vari spettacoli mainstream come il Faith Faniels Show sul canale NBC, People Are Talking su CBS, Earth Matters su CNN e Beyond Bizarre su Discovery Channel. Nel 1998 ha prodotto un segmento del documentario The South Bank Show per Londo Weeken Television e Sexcetera per Playboy TV. Nel 2000, 2001 e 2003 è apparso nei documentari per TLC Human Canvas Part I e Human Canvas Part II, nei canali TBS, FX e Discovery Channel, e nel documentario del 2001 Modern Tribalism. Nel 2004 è stato il conduttore della serie Taboo del National Geographic Channel ed è apparso nella serie Eye of the Beholder condotta da Serena Yang su Travel Channel.
I suoi scritti e le sue fotografie sono state pubblicate da Theater Journal, Bizarre, Skin Two e Piercing Fan International Quarterly. Nel 1995 si è esibito all'Institute of Contemporary Arts nella Rapture Series e al seminario BODY: Ritual-Manipulation all'International Seminar di Copenaghen. Nel 1997 al Festival Atlantico di Lisbona. Le sue fotografie sono state esposte alla Fahey/Klein Gallery di Los Angeles.
Nel 1999 il suo gruppo di performance "Metamorphosis" si è esisbito al Fetish Ball di Los Angeles e nello spettacolo di beneficenza dell'amica Annie Sprinkle al Cowell Theater di San Francisco dopo che la sua casa galleggiante e il suo archivio sono stati distrutti in un incendio.
È stato il fondatore e direttore del Fakir Intensives, un workshop di piercing e branding a San Francisco, il primo negli Stati Uniti.
Fakir Musafar è apparso nel libro Modern Primitives, pubblicato dalla RE/Search, nel film Modify e nel documentario di Charles Gatewood Dances Sacred and Profane.
Nel maggio del 2018 Fakir Musafar ha annunciato sul suo sito web di soffrire di un carcinoma polmonare terminale. È morto la mattina del 1º agosto 2018. La sua morte era stata annunciata in un post pubblico dalla moglie Cléo Dubois e più tardi annunciato da un necrologio su ArtForum.

## Opere letterarie
- (EN) Spirit + Flesh, Arena Editions, 2004, ISBN 1-892041-57-X.